# Nacionalidad belga

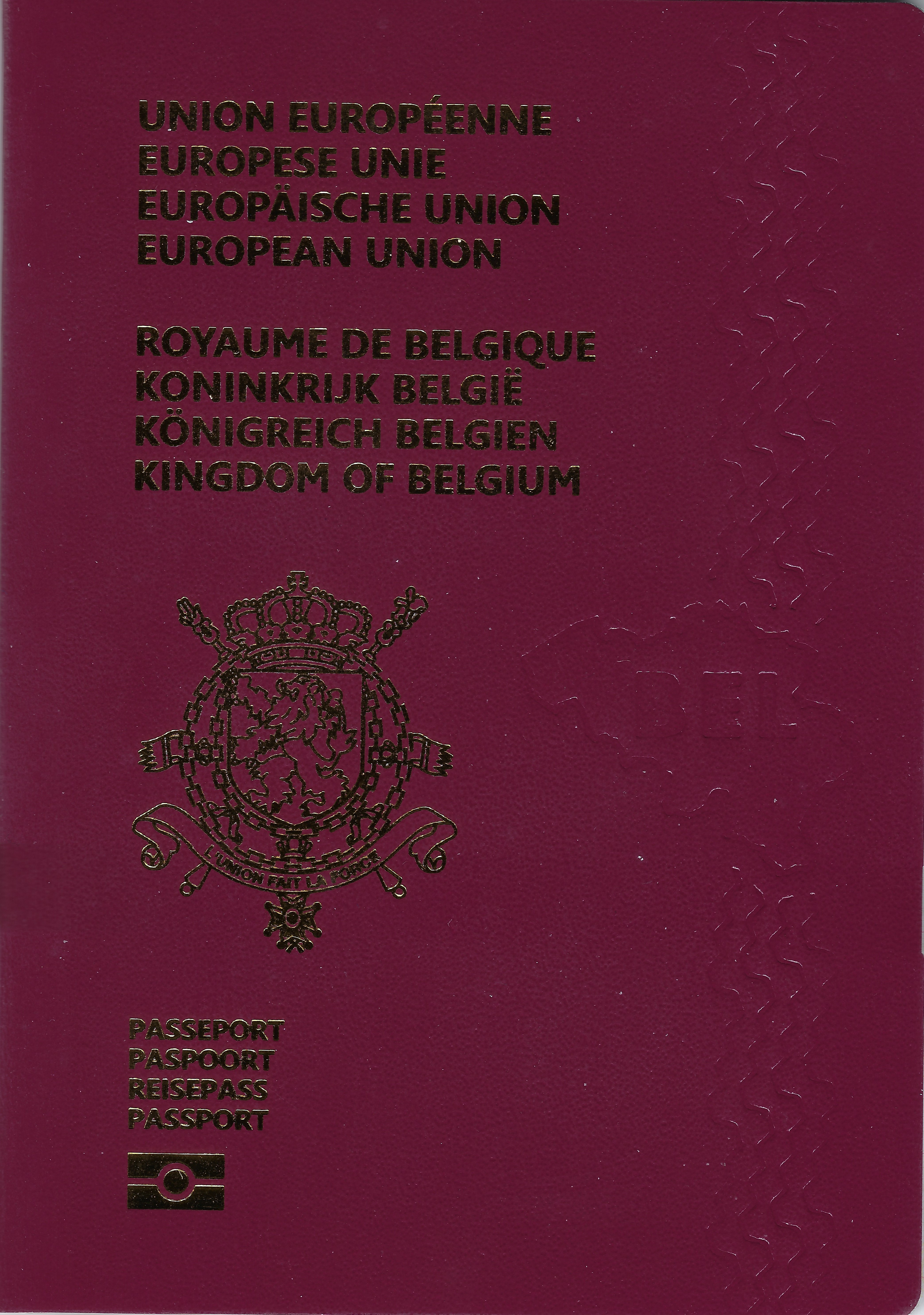
Pasaporte biométrico belga

La nacionalidad o ciudadanía belga es el vínculo jurídico que liga a una persona física con el Reino de Bélgica y que le atribuye la condición de ciudadano. Está regulada por el Código de nacionalidad belga, y se basa en los conceptos jurídicos de ius sanguinis y ius soli. En otras palabras, tanto el lugar de nacimiento como el ser hijo de al menos un ciudadano belga son los métodos principales para determinar la adquisición de esta nacionalidad. En algunas circunstancias, se otorga la ciudadanía a los niños nacidos en Bélgica de padres extranjeros. Sin embargo, este no es el caso en el que los padres son visitantes temporales o de corto plazo. Todos los ciudadanos belgas son automáticamente ciudadanos de la Unión Europea.

## Adquisición

### Por nacimiento en Bélgica
Una persona nacida en Bélgica (de padres no belgas) es ciudadana belga si:
- En cualquier momento antes de los 18 años (o su emancipación antes de esa edad), sería una persona apátrida si no tuviera la ciudadanía belga;[nota 1]
- Pierde su única otra nacionalidad antes de cumplir los 18 años;
- Tiene al menos un padre de nacionalidad extranjera pero que nació en Bélgica y que ha vivido en el país por al menos cinco años durante los diez años anteriores a su nacimiento;
- Es adoptada por un padre con otra nacionalidad pero que nació en Bélgica, y que ha tenido su lugar de residencia principal en este país durante al menos cinco de diez años antes de que la adopción surta efecto;[nota 2] o
- Tiene dos padres (biológicos o adoptivos) sin ciudadanía belga y nacidos en el extranjero, que presentaron una declaración antes de su duodécimo cumpleaños, solicitando que se le otorgue la nacionalidad belga.[nota 3] Bélgica debe haber sido el lugar de residencia principal de los padres durante los diez años anteriores a la declaración, y que al menos uno de ellos esté admitido o autorizado para permanecer indefinidamente en Bélgica al momento de la misma. La persona debe haber vivido en dicho país desde su nacimiento.

Efectivamente, esto significa que:
- Los hijos de inmigrantes de larga data pueden adquirir la ciudadanía belga.
- Los nietos de inmigrantes normalmente son belgas de nacimiento.

Se presume que un recién nacido encontrado en Bélgica, hasta que se demuestre lo contrario, nació en Bélgica. Si se establece que tiene o ha adquirido una nacionalidad extranjera siendo menor de 18 años no emancipado, perderá su nacionalidad belga.

### Por ascendencia
El acceso a la ciudadanía belga por ius sanguinis depende de la fecha de nacimiento:

#### Antes del 1 de enero de 1967
La ciudadanía belga era adquirida por:
- El hijo legítimo de un padre belga.[4] Por lo tanto, los hijos naturales (incluidos los hijos extramatrimoniales) no podían reclamar su ciudadanía si su madre no era belga. Además, si el padre belga era culpable de adulterio, no podía reconocer legalmente a los hijos nacidos de sus relaciones extramaritales.
- Un niño nacido de madre belga y padre desconocido. En este caso, el reconocimiento del hijo por parte del padre extranjero implicaba la pérdida de la nacionalidad belga en favor de la nacionalidad paterna. Si el padre no lo reconocía antes de que cumpliera los 21 años, ese individuo era definitivamente belga.

#### Del 1 de enero de 1967 al 31 de diciembre de 1984
La ciudadanía belga era adquirida por:
- Nacer en Bélgica de al menos un ciudadano belga.
- Nacer en el extranjero siendo hijo legítimo de un padre belga.
- Nacer en el extranjero de una madre belga que nació en Bélgica, o en el Congo Belga antes del 30 de junio de 1960, o en Ruanda o Burundi antes del 1 de julio de 1962.

#### A partir del 1 de enero de 1985
La ciudadanía belga es adquirida por:
- Nacer en Bélgica de al menos un ciudadano belga; o
- Nacer en el extranjero; y:
  1. Que el progenitor belga haya nacido en Bélgica, o en el Congo Belga antes del 30 de junio de 1960, o en Ruanda o Burundi antes del 1 de julio de 1962; o
  2. Que el progenitor belga haya nacido en el extranjero y haya hecho una declaración, dentro de los cinco años posteriores al nacimiento del niño, solicitando que se le otorgue a este la ciudadanía belga. Esta declaración debe presentarse ante la embajada o consulado belga del lugar principal de residencia del padre belga en el extranjero, o ante el registrador del municipio del padre (si este vive en Bélgica). La nacionalidad belga se obtiene en la fecha en la que se realiza la declaración.

Cuando una persona nace fuera de Bélgica y el progenitor belga que nació en el extranjero no presenta una declaración de atribución dentro de los cinco años posteriores al nacimiento del niño, se permite una declaración tardía, siempre que este último no tenga otra ciudadanía. Si el niño corre el riesgo de convertirse en apátrida debido a que el otro progenitor no puede transferir su nacionalidad, o el país de nacimiento no se la otorga, adquirirá la nacionalidad belga automáticamente. Si adquiere otra ciudadanía antes de los 18 años (o su emancipación antes de esa edad), perderá su nacionalidad belga.
Si un niño es reconocido por un ciudadano belga de conformidad con la ley belga, puede obtener la nacionalidad en la fecha del reconocimiento, sujeto a las mismas condiciones que se detallaron en esta sección anteriormente. Sin embargo, si el parentesco fue reconocido después de haber cumplido los 18 años, la persona no puede adquirir la ciudadanía belga.

### Por adopción
A partir del 1 de enero de 1988, los niños no emancipados menores de 18 años, adoptados por al menos un ciudadano belga, generalmente adquieren la ciudadanía sobre la misma base que los nacidos de ciudadanos belgas. Se aplican diferentes reglas para las adopciones completadas antes de 1988.

### Por matrimonio
Desde el 1 de enero de 1985, el casarse con un nacional belga no otorga ningún derecho directo a la ciudadanía. Sin embargo, un cónyuge puede solicitar la nacionalidad después del matrimonio.

### Por naturalización
Antes del 1 de enero de 2013 (fecha en la cual las modificaciones al Código de nacionalidad belga entraron en vigor), cualquier persona mayor de 18 años podía solicitar la naturalización después de tres años de residencia legal en Bélgica. Desde el 1 de enero de 2013, la naturalización se convirtió en un tipo excepcional de procedimiento para adquirir la ciudadanía. La adquisición de la nacionalidad belga por esta vía no es un derecho (como sí lo es la declaración de nacionalidad), sino un privilegio que el Estado belga puede otorgar. No se requiere formalmente un período de residencia, a excepción de los solicitantes apátridas.
Para poder solicitar la naturalización, el extranjero debe:
- Ser mayor de 18 años;
- Residir legalmente en Bélgica;
- Haber demostrado o poder demostrar méritos excepcionales en el campo científico, deportivo o sociocultural y, por lo tanto, poder hacer una contribución particular a la influencia internacional de Bélgica; y
- Explicar por qué es casi imposible para él adquirir la ciudadanía belga por declaración.

En caso de ser apátrida, las condiciones a cumplir son las siguientes:
- Ser mayor de 18 años;
- Tener la condición de apátrida en Bélgica de conformidad con los acuerdos internacionales vigentes; y
- Residir legalmente en Bélgica durante al menos dos años.

La solicitud de naturalización se dirige al registrador del municipio donde la persona interesada tiene su residencia principal o a la Cámara de Representantes. La misma incluye, antes de la firma del extranjero, la siguiente nota escrita a mano por este:
Declaro que quiero adquirir la nacionalidad belga y someterme a la Constitución, a las leyes del pueblo belga y a la Convención para la Protección de los Derechos Humanos y las Libertades Fundamentales.
La solicitud de naturalización caduca si, después de su presentación, la persona interesada deja de ser residente legal en Bélgica o deja de tener su residencia principal allí.

### Por declaración
A diferencia de la naturalización (un privilegio), la declaración de nacionalidad es un derecho de aquellos extranjeros legales que responden a ciertos criterios definidos en el Código de nacionalidad belga.
A partir de los 18 años, un ciudadano extranjero puede obtener la ciudadanía belga firmando una declaración de nacionalidad si cumple con uno de los siguientes criterios:
- Nacer en Bélgica y tener su domicilio principal allí, de forma legal y sin interrupciones desde su nacimiento.
- Haber fijado su residencia principal en Bélgica sobre la base de una estadía legal de al menos cinco años, demostrar el conocimiento de al menos uno de los tres idiomas nacionales (neerlandés, francés y alemán) y acreditar su integración social y participación económica.
- Haber fijado su residencia principal en Bélgica sobre la base de una estadía legal de al menos cinco años, demostrar el conocimiento de al menos uno de los tres idiomas nacionales, acreditar su integración social y estar casado con un ciudadano belga. Los cónyuges deben haber vivido legalmente en Bélgica durante al menos tres años, o deben ser padres biológicos o adoptivos de un niño belga menor de 18 años no emancipado.
- Haber fijado su residencia principal en Bélgica sobre la base de una estadía legal de al menos cinco años y demostrar que no puede, debido a una discapacidad o invalidez, tener un trabajo o ejercer una actividad económica, o haber alcanzado la edad de jubilación.
- Haber fijado su residencia principal en Bélgica sobre la base de una estadía legal de al menos diez años, demostrar el conocimiento de al menos uno de los tres idiomas nacionales y justificar su participación en la vida económica o sociocultural de su comunidad de acogida.
- Ser un exciudadano belga cuya ciudadanía no haya sido revocada, tener su residencia principal en Bélgica durante al menos doce meses sobre la base de una estadía legal ininterrumpida y, que en el momento de la declaración, esté admitido o autorizado para permanecer en dicho país por un período ilimitado.

La declaración de nacionalidad debe firmarse ante el registrador del municipio donde la persona interesada tiene su residencia principal. La misma incluye, antes de la firma del solicitante, la siguiente nota escrita a mano por este:
Declaro que quiero adquirir la nacionalidad belga y someterme a la Constitución, a las leyes del pueblo belga y a la Convención para la Protección de los Derechos Humanos y las Libertades Fundamentales.
Una persona de buena fe, a la que se le haya otorgado erróneamente la nacionalidad belga, y que haya sido tratada como belga durante al menos diez años sin interrupción por las autoridades belgas, puede, si se cuestiona su nacionalidad belga, obtener la misma de conformidad con el artículo 15 del Código de nacionalidad belga.

### A través de un padre que obtuvo la nacionalidad belga
A partir del 1 de enero de 2013, las personas que tengan su residencia principal en Bélgica y que al menos uno de sus padres (ya sea biológico o adoptivo) haya adquirido la nacionalidad belga, recibirán automáticamente dicha ciudadanía el mismo día, siempre que sean menores de 18 años y todavía estén bajo la autoridad legal y el cuidado parental de su(s) padre(s).

## Pérdida de la ciudadanía

### Por adquisición voluntaria de otra nacionalidad siendo mayor de 18 años
Una persona que tenía al menos 18 años en ese momento, perdió su nacionalidad belga si:
- Adquirió voluntariamente otra nacionalidad antes del 9 de junio de 2007; o
- Adquirió voluntariamente la nacionalidad de Austria, Dinamarca, España, Francia, Irlanda, Italia, Luxemburgo, Noruega, los Países Bajos o el Reino Unido entre el 9 de junio de 2007 y el 28 de abril de 2008.

Una persona que obtenga voluntariamente otra nacionalidad después del 28 de abril de 2008, ya no perderá su nacionalidad belga, independientemente de la nacionalidad adquirida.

### Por residencia en el extranjero
Un ciudadano belga nacido fuera de Bélgica (a excepción de las antiguas colonias belgas) a partir del 1 de enero de 1967, perderá la ciudadanía a los 28 años si:
- Entre las edades de 18 y 28 años, su lugar de residencia principal no estaba en Bélgica;
- No ha estado trabajando en el extranjero para el Gobierno belga o una empresa o asociación establecida de conformidad con la legislación belga;
- No adquirió voluntariamente la nacionalidad belga después de haber cumplido los 18 años;
- Posee una o más nacionalidades aparte de la belga; y
- No ha hecho una declaración, entre las edades de 18 y 28 años, que indique su intención de conservar su ciudadanía belga.

Anteriormente, una persona que se encontrara en esta situación, no solo tenía que hacer una declaración de conservación entre las edades de 18 y 28 años para mantener su nacionalidad belga, sino que también tenía que volver a hacerla cada diez años.

### Por renuncia
Un ciudadano belga de 18 años o más, puede renunciar a su ciudadanía mediante una declaración presentada ante las autoridades belgas. Esta solo puede hacerse si el declarante prueba que posee una ciudadanía extranjera, o que la adquiere o recupera por efecto de la declaración. Si esta adquisición o recuperación no sigue inmediatamente a la declaración de renuncia de la nacionalidad belga y, además, resulta en dejar a la persona apátrida, esta declaración produce efectos legales solo en el momento de adquisición o recuperación efectiva de la nacionalidad extranjera.

### Niños
Un niño no emancipado menor de 18 años, perderá la ciudadanía belga si uno de sus padres (ya sea biológico o adoptivo) pierde la propia por una de las razones mencionadas anteriormente. Sin embargo, no perderá su nacionalidad belga si su otro padre es ciudadano belga, o si el perder dicha nacionalidad lo dejaría apátrida.
Los niños no emancipados menores de 18 años, también pierden la ciudadanía belga si son adoptados por al menos un ciudadano extranjero, siempre que adquieran otra nacionalidad a través de la adopción, o que ya posean esa nacionalidad. Se aplica una excepción si uno de sus padres adoptivos, o si su progenitor que es el cónyuge de su padre adoptivo, es ciudadano belga.
Un niño que ha adquirido la ciudadanía belga porque, de lo contrario, hubiera sido apátrida, pero se establece que tiene o ha adquirido otra nacionalidad siendo menor de 18 años no emancipado, perderá la ciudadanía.

### Por revocación
La nacionalidad belga se le puede retirar a aquellos individuos que no la hayan adquirido por tener padres (biológicos o adoptivos) belgas el día de su nacimiento, o en virtud de los artículos 11 y 11 bis (ciudadanía por nacer en Bélgica) del Código de nacionalidad belga, si:
- Obtuvieron la nacionalidad belga como resultado de una conducta fraudulenta, por dar información falsa, por falsificación por escrito o por uso de documentos falsos o falsificados, por fraude de identidad o por fraude en la obtención del derecho de residencia; o
- Si fallan gravemente en sus obligaciones como ciudadanos belgas.

La acción de revocación tiene un plazo de cinco años a partir de la fecha en la que el individuo obtuvo la ciudadanía belga.
El retiro de la nacionalidad belga también puede ser pronunciado por un juez, a petición del fiscal, con respecto a un nacional belga que no posea su ciudadanía por tener padres (biológicos o adoptivos) belgas el día de su nacimiento, o en virtud del artículo 11 del Código de nacionalidad belga, si:
- Ha sido condenado, como autor, coautor o cómplice, a una pena de prisión de al menos cinco años sin sentencia suspendida por un delito mencionado en los artículos 101 a 112, 113 a 120 bis, 120 quater, 120 sexies y 120 octies, 121 a 123, 123 ter, 123 quater (párrafo 2), 124 a 134, 136 bis, 136 ter, 136 quater, 136 quinquies, 136 sexies y 136 septies, 331 bis, 433 quinquies a 433 octies, 477 a 477 sexies y 488 bis del Código Penal, o en los artículos 77 bis, 77 ter, 77 quater y 77 quinquies de la ley sobre extranjeros, siempre que los actos atribuidos a la persona se hayan cometido dentro de los diez años a partir de la fecha de obtención de la ciudadanía belga, con la excepción de los delitos mencionados en los artículos 136 bis, 136 ter y 136 quater del Código Penal;
- Ha sido condenado, como autor, coautor o cómplice, a una pena de prisión suspendida de al menos cinco años por un delito cuya comisión fue facilitada manifiestamente por la posesión de la nacionalidad belga, siempre que el mismo haya sido cometido dentro de los cinco años a partir de la obtención de dicha ciudadanía;
- Adquirió la nacionalidad belga por matrimonio de conformidad con el artículo 12 bis del Código de nacionalidad, y este fue anulado por ser considerado un matrimonio de conveniencia; o
- Fue sentenciado como autor, coautor o cómplice, a una pena de prisión de al menos cinco años sin sentencia suspendida por un delito mencionado en el Libro II, Título Primero, del Código Penal.

Una persona que ha sido privada de su nacionalidad belga, solo puede volver a ser ciudadana belga por naturalización.
Ninguna persona perderá su nacionalidad belga como resultado de la revocación de la ciudadanía de su(s) padre(s).

## Restauración de la ciudadanía
Un exciudadano belga (que no sea una persona a la cual se le haya revocado la ciudadanía) puede reanudar su nacionalidad mediante una declaración si tiene al menos 18 años de edad, ha tenido su residencia principal en Bélgica durante al menos doce meses sobre la base de una estadía legal ininterrumpida y, que en el momento de la declaración, esté admitido o autorizado para permanecer en dicho país por un período ilimitado.
Se tendrán en cuenta las condiciones en las que la persona perdió su nacionalidad belga y los motivos por los que desea recuperarla.
En caso de adquisición o recuperación voluntaria de la nacionalidad belga por parte de un padre o adoptante que ejerza autoridad sobre un niño no emancipado menor de 18 años, se le otorga la ciudadanía a este último, siempre que tenga su residencia principal en Bélgica.

## Doble nacionalidad
A partir del 28 de abril de 2008, la ley belga permite la doble ciudadanía. Siempre y cuando la ley de nacionalidad del otro país lo permita, un nacional belga puede adquirir una ciudadanía extranjera y conservar la belga, y un extranjero puede obtener la nacionalidad belga sin perder su nacionalidad de origen. Algunos países no permiten la doble ciudadanía. Por ejemplo, si una persona adquirió las nacionalidades belga y japonesa por nacimiento, debe declarar ante el Ministerio de Justicia japonés, antes de cumplir los 22 años, qué ciudadanía desea conservar.

## Ciudadanía de la Unión Europea
Debido a que Bélgica forma parte de la Unión Europea (UE), los ciudadanos belgas también son ciudadanos de la misma según el derecho comunitario y, por lo tanto, gozan del derecho a la libre circulación y de la posibilidad de votar en las elecciones al Parlamento Europeo. Cuando se encuentren en un país extracomunitario, en el cual no exista ninguna embajada belga, tienen derecho a obtener la protección consular de la embajada de cualquier otro Estado miembro de la UE presente en ese país. También pueden vivir y trabajar en cualquier otro país miembro como resultado del derecho de libre circulación y residencia, otorgado en el artículo 21 del Tratado de Funcionamiento de la Unión Europea.

## Requisitos de visado

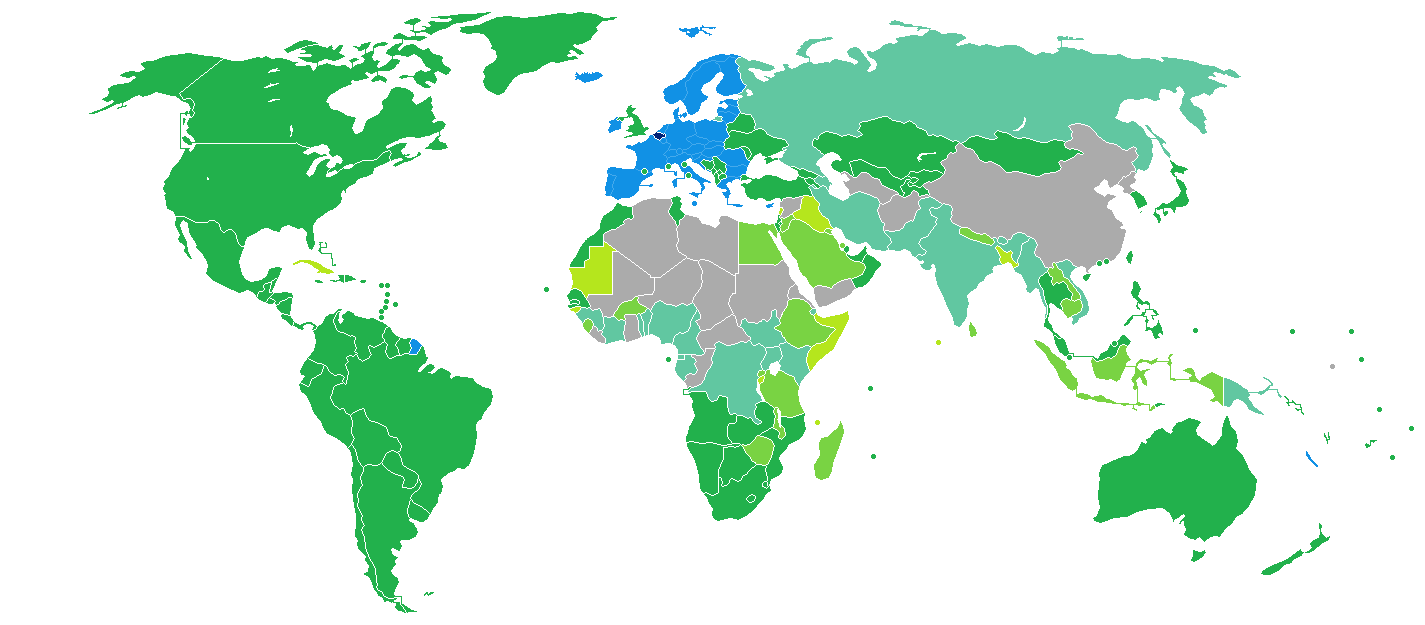
Bélgica
Libre movimiento
No se requiere visa
Visa a la llegada
Visa electrónica
Visa disponible tanto a la llegada como en línea
Se requiere visa antes de la llegada

Los requisitos de visado para ciudadanos belgas son las restricciones administrativas de entrada por parte de las autoridades de otros Estados a los ciudadanos de Bélgica. En 2023, los ciudadanos belgas tenían acceso sin visado o visa a la llegada a 189 países y territorios, clasificando al pasaporte belga en el quinto lugar del mundo, según el Índice de restricciones de Visa.